# Soyouz 14
Soyouz 14 est un vol du programme spatial de l'Union soviétique lancé le 3 juillet 1974.
Le vaisseau est utilisé pour conduire l'équipage vers la station Saliout 3, lancée une semaine plus tôt, où il séjourne deux semaines.
On apprendra des années plus tard que les objectifs principaux du vol étaient d'ordre militaire.

## Équipage
Les nombres entre parenthèses indiquent le nombre de vols spatiaux effectués par chaque individu jusqu'à cette mission incluse.
| Équipage principal                    | Équipage doublure                   |
| ------------------------------------- | ----------------------------------- |
| Pavel Popovich (2) Yuri Artyukhin (1) | Lev Demin (0) Gennadi Sarafanov (0) |

À la différence de tous les vols Soyouz précédents, dont les équipages comportaient au moins un ingénieur civil, celui-ci est exclusivement composé de militaires, le colonel Popovitch et le lieutenant-colonel Artyukhin.

## Contexte
Lorsque l'équipage de Soyouz 14 s'élance dans l'espace, en juillet 1974, les Soviétiques sortent d'une période particulièrement peu glorieuse en comparaison des performances américaines : douze hommes sur la Lune (1969-1972) et trois équipages de trois hommes chacun effectuant des vols de longue durée (1, 2 puis 3 mois) à bord de la station Skylab (1973-1974). 
Après avoir perdu la Lune, ils ont poursuivi la "course à l'espace" et se sont lancés à leur tour dans le projet des vols de longue durée à bord de stations : les Saliout. En avril 1971, soit deux ans avant les missions Skylab, ils ont envoyé la toute première station, Saliout 1, mais les choses se sont rapidement gâtées ensuite : le premier équipage n'a pu parvenir à l'occuper et le second n'en est pas revenu vivant. Qui plus est, durant les deux années qui ont suivi, la situation n'a cessé de se détériorer, les Soviétiques ne perdant en effet pas moins que trois Saliout :
- le 29 juillet 1972, l'engin s'est écrasé au sol, à la suite d'une panne du second étage de la fusée porteuse ;
- le 3 avril 1973, Saliout 2 a réussi son décollage mais a dû être abandonnée 26 jours plus tard, à la suite d'une déshermétisation de l'habitacle ;
- le 11 mai 1973, Cosmos-557 a presque atteint  son orbite mais il est rapidement devenu inutilisable par suite d'une défaillance d'un appareil[2].

Le 25 juin 1974, Saliout 3 est lancée correctement. Les Soviétiques espèrent alors que les missions d'occupation seront un succès, d'autant plus que, parallèlement au projet Saliout, ils se préparent au premier vol en commun avec les américains, le projet Apollo-Soyouz, programmé pour l'année suivante. Aux yeux de leurs anciens rivaux et des pays occidentaux, leur réputation est en jeu.

## Objectifs
Si les Soviétiques font preuve d'une transparence inédite concernant la préparation de la mission Apollo-Soyouz, prévue pour l'année suivante, il n'en va pas de même pour le reste de leurs activités dans l'espace. Après le décollage de Soyouz 14, les officiels indiquent que l'objectif de la mission est de « continuer l'étude bio-médicale de l'homme dans l'espace, d'obtenir des données pour la solution de tâches économiques et de mettre à l'épreuve des plans améliorés et l'équipement de la station ». La réalité était en fait toute autre.
Durant les années 1980, quand un certain nombre d'informations concernant le programme spatial soviétique seront déclassifiées, on apprendra en effet que l'appellation "Saliout 3" a certes été donnée à un engin de type Saliout mais qu'elle s'intégrait secrètement dans un programme militaire appelé Almaz (du russe Алмаз, qui signifie « diamant »). Celui-ci est né en 1963, en concurrence du projet américain MOL. Et, en 1969 - précisément quand ce dernier était finalement abandonné - il a pris de l'importance et l'ingénieur Vladimir Tchelomeï en est devenu le principal artisan.

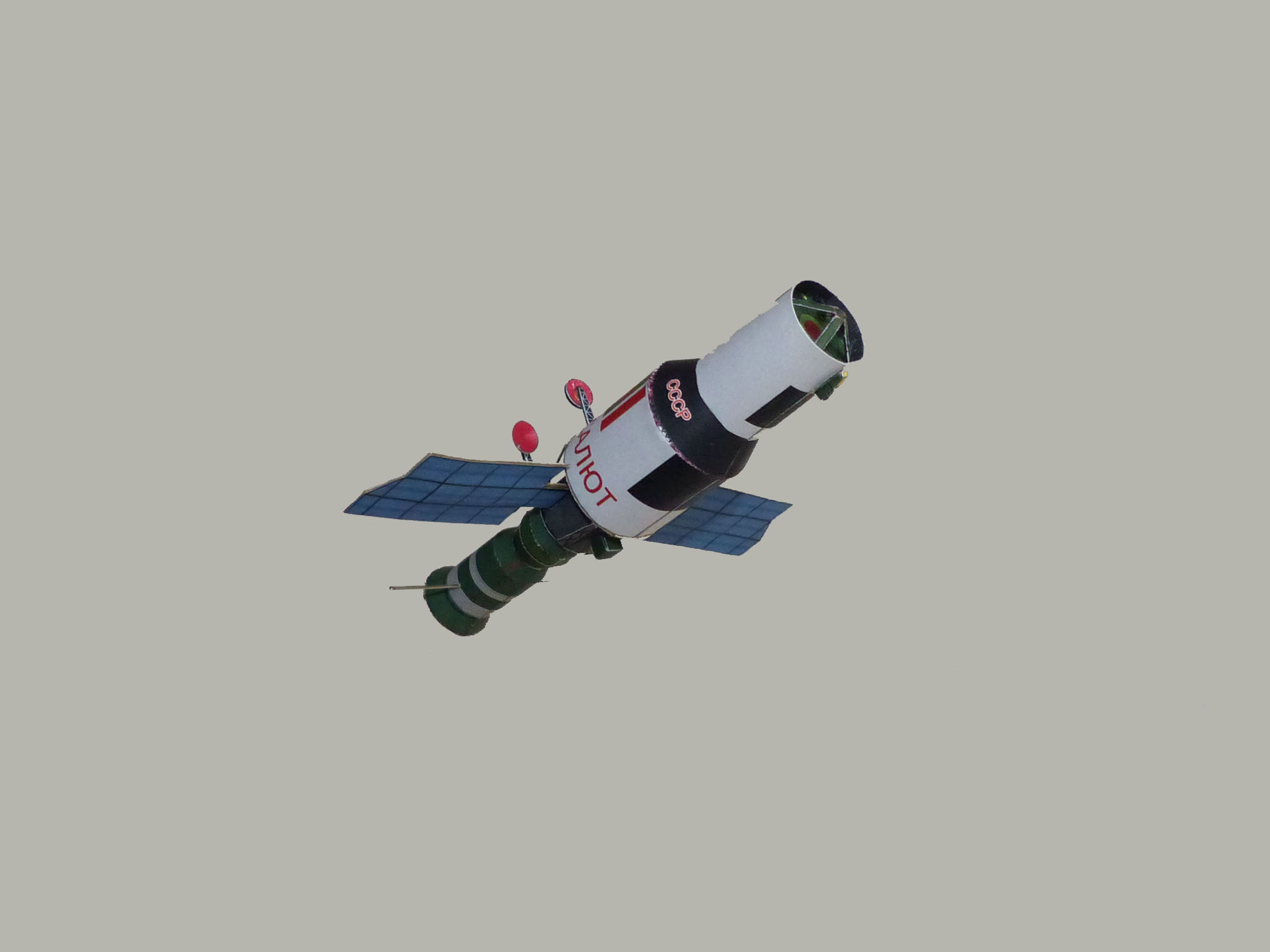
Maquette du complexe Soyouz 14 / Saliout 3

Lancé à peine un mois plus tôt, l'engin baptisé "Saliout 2" était déjà une station Almaz mais, par suite d'un dysfonctionnement, il avait dû être désactivé et abandonné. Saliout 3 ayant été correctement satellisé, les Soviétiques voient en lui l'occasion de réaliser enfin le programme Almaz ; qui plus est en l'occultant d'autant plus facilement qu'à l'époque, les médias se focalisent sur les préparatifs d'Apollo-Soyouz.

## Déroulement du vol
Le décollage suivi deux jours plus tard de l'amarrage à la station se déroulent sans encombre. Un nouveau collier d'amarrage est testé, expérience qui prépare l'arrimage pour le vol conjoint Apollo-Soyouz.
Les officiels déclarent que les cosmonautes réalisent des expériences d'observation de la Terre, dont des photos du terminateur crépusculaire, de médecine, de biologie et de mise au point des systèmes de bord. Des cultures de bactéries sont réalisées dans un incubateur spécial Les 6 et 8 juillet, ceux-ci observent deux puissantes éruptions solaires, et les dosimètres de radiation embarqués par les cosmonautes ne mesurent pas de niveau anormal.
L'adaptation à l'apesanteur de l'appareil vestibulaire et du système sanguin des cosmonautes est étudiée. Pour lutter contre les effets négatifs de l'apesanteur sur l'organisme, Popovitch et Artioukine se livrent à des exercices de gymnastique deux heures par jour sur un tapis roulant, revêtus d'une combinaison élastique simulant l'effet de la pesanteur.
Mais il est révélé des années plus tard que tous deux ne se sont pas limités à mener des expériences scientifiques et qu'ils ont mené des actions de reconnaissance. On apprend même qu'un canon Rikhter R-23M de 23 mm aura été embarqué à bord de Saliout 3.
Le retour est effectué dans les steppes du Kazakhstan à deux kilomètres du point prévu. La mission réalisée sans incident déclaré qualifie le nouveau modèle de Soyouz, en vue du vol couplé Apollo-Soyouz prévu pour 1975.

## Paramètres de la mission
- Périgée : 195 km
- Apogée : 217 km
- Période : 88,6 minutes